# Jan-Baptist Hofman
Jan Baptist Jozef Nicolaas Hofman, beter bekend als Jan-Baptist Hofman, (Kortrijk, 2 maart 1758 - aldaar, 2 augustus 1835) was een Vlaams dichter en toneelschrijver. Hij behoorde tot de meest vooraanstaande dichters van zijn tijd en zijn werken werden zeker 60 maal met prijzen bekroond.
Hofman was van eenvoudige komaf, had enkel basisonderwijs gevolgd en was aanvankelijk werkzaam als schoenmaker. De kunst van het schrijven leerde hij zich zelf aan. Hij aanvaardde een positie als stadsomroeper, die hem niet alleen in staat stelde beter in het levensonderhoud van zijn vrouw en acht kinderen te voorzien, maar hem ook zijn vaardigheden als schrijver verder liet ontwikkelen.
In de loop van zijn leven schreef Hofman tientallen gedichten en toneelstukken. Hij schreef zowel treurspelen als blijspelen en zangspelen. Hij introduceerde nieuwe vormen in het Belgische toneel, zoals vaudeville, de comédie larmoyante, het burgerlijk drama en toneel in proza. Na 1815 beperkte hij zich tot zijn poëzie, waarmee hij veel lof oogstte. Zijn gedichten worden gekenmerkt door de bombastische en mythologische stijl die vooral in de 18e eeuw gebruikelijk was geweest onder de rederijkers.
Hofman was sterk Oranjegezind en behield ook na de Belgische Revolutie zijn orangistische sympathieën.

## Werken (selectie)
- De ware Vaderlander (1788)
- Justina, of de onderwerping van Namen aen de gehoorzaemheid van Zijne Majesteit den Keizer en Koning Leopold II (1791)
- De listige bakkerin (zj.)
- Het zinken der Oostendsche pont-schuit (zj.)
- Clarinde (1796)
- De onverwagte redding (1797)
- De beloonde kinderliefde (1800)
- Nederduitsche toneel-poëzy (1806)
- Nederlandsche dichtstukjes (1819)
- 'De gerechtigheidsliefde van Karel den Stoute', in Nederduitsch letterkundig jaerboekje (1835)